# Глориетта Шёнбрунна
Глориетта (Gloriette) — павильон-колоннада в стиле классицизма на вершине холма (на высоте 20 метров) напротив дворца Шёнбрунн.
Павильон построен в 1775 году по распоряжению Марии Терезии; архитектор — Фердинанд фон Хоэнберг. Название представляет собой игру слов: французское gloriette («беседка», «глориетта») и glorieux («славный») — в честь австрийской победы под Колином над армией прусского короля Фридриха II.
Глориетта состоит из центральной части в форме триумфальной арки и боковых крыльев с полукруглыми арками. Колонны и фрагменты арок заимствованы у заброшенного замка Максимилиана II (эпоха Ренессанса) в юго-восточной части Вены. Сверху над центральной частью надпись: «JOSEPHO II. AUGUSTO ET MARIA THERESIA IMPERANTIB. MDCCLXXV» («Возведено в правление императора Иосифа и императрицы Марии Терезии, 1775 год»). Аттик павильона венчает изображение имперского орла.

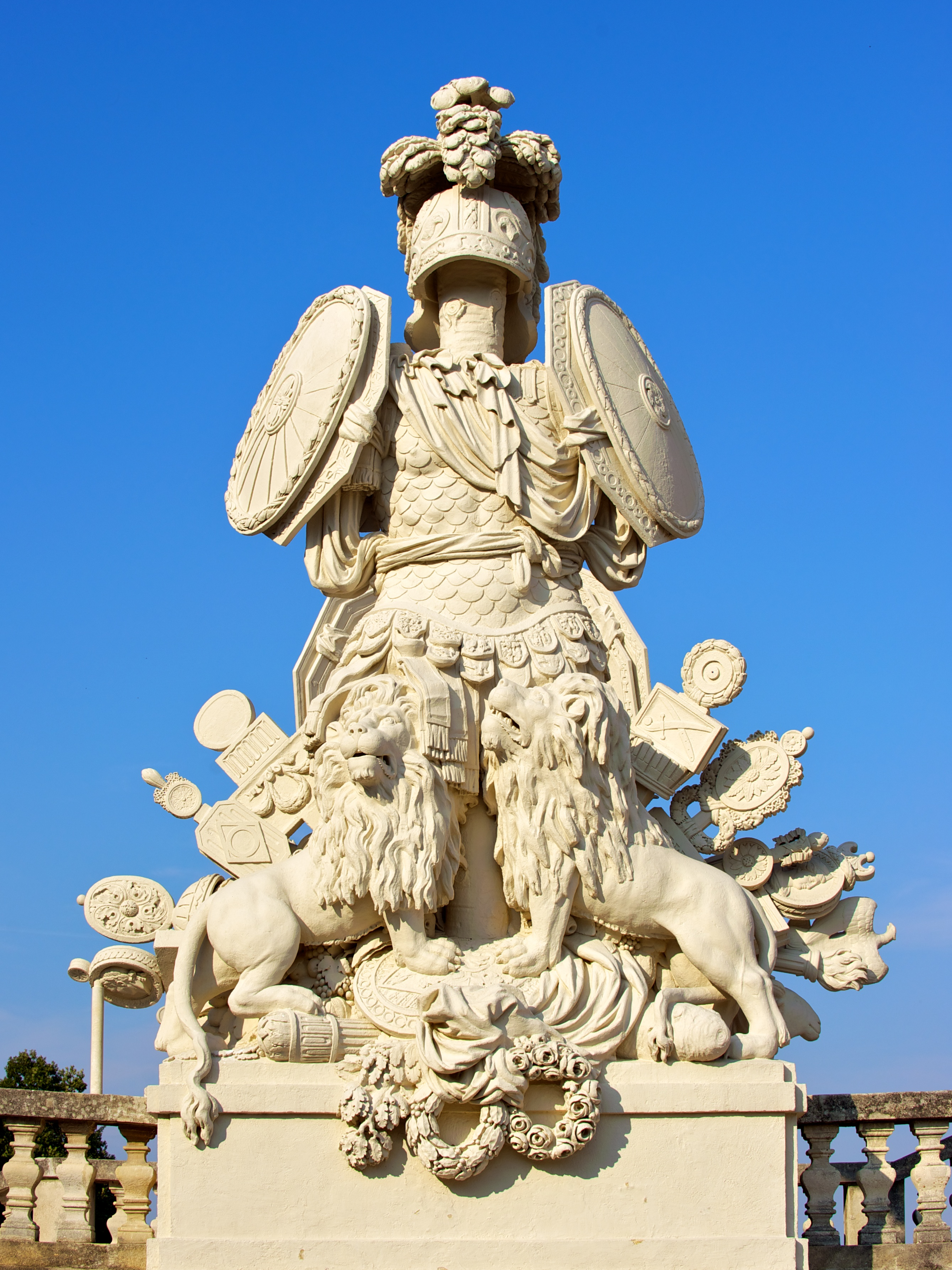
скульптура сбоку глориетты

На протяжении XIX века глориетту использовали в качестве обеденного зала; рядом располагалась специально построенная кухня, из которой доставлялась свежеприготовленная еда. В 1945 году левое крыло глориетты было разрушено бомбой, однако вскоре после войны его восстановили. Масштабная реставрация также была проведена в 1994—95 годах. Сейчас в павильоне находится кафе, а с вершины холма открывается прекрасный вид на дворец и парк.